# Општина Груде
Општина Груде је општина у Западнохерцеговачком кантону, Федерацији Босне и Херцеговине, БиХ. Општина заузима површину од 221 км2. Сједиште општине је град Груде. Када је потписан Дејтонски споразум, читава општина је ушла у састав Федерације Босне и Херцеговине.

## Насељена мјеста
Према попису становништва 1991. у Општини Груде је било 13 насељенох мјеста.
Блажевићи, Борајна, Доњи Мамићи, Драгићина, Дриновачко Брдо, Дриновци, Горица, Груде,Јабука, Путешевица, Ружићи, Совићи, Тихаљина

## Географија
Општина Груде се граничи са општинама: Љубушки, Широки Бријег и са Општином Посушје.
 Налази се на југозападу Босне и Херцеговине. У саставу је Запднохерцеговачког кантона.

## Демографија
| Становништво општине Груде |                 |                 |                 |
| година пописа              | 1991.           | 1981.           | 1971.           |
| Хрвати                     | 16,210 (99,09%) | 17,608 (99,10%) | 19,111 (99,52%) |
| Срби                       | 9 (0,05%)       | 35 (0,19%)      | 32 (0,16%)      |
| Муслимани                  | 4 (0,02%)       | 4 (0,02%)       | 0 (0,00%)       |
| Југословени                | 5 (0,03%)       | 40 (0,22%)      | 5 (0,02%)       |
| остали и непознато         | 130 (0,79%)     | 80 (0,45%)      | 55 (0,28%)      |
| укупно                     | 16,358          | 17,767          | 19,203          |

| Национални састав према попису из 2013. године‍ | Национални састав према попису из 2013. године‍ | Национални састав према попису из 2013. године‍ | Национални састав према попису из 2013. године‍ | Национални састав према попису из 2013. године‍ |
| ---------------------------------------------- | ---------------------------------------------- | ---------------------------------------------- | ---------------------------------------------- | ---------------------------------------------- |
|                                                |                                                |                                                |                                                |                                                |
| Хрвати                                         | Хрвати                                         |                                                | 17.216                                         | 78,33%                                         |
| Срби                                           | Срби                                           |                                                | 10                                             | 0,05%                                          |
| Бошњаци                                        | Бошњаци                                        |                                                | 3                                              | 0,01%                                          |
| остали                                         | остали                                         |                                                | 79                                             | 0,45%                                          |
| укупно: 17.308                                 |                                                |                                                |                                                |                                                |